# Le Fantôme de Canterville (film, 2023)
Pour les articles homonymes, voir Le Fantôme de Canterville.
 (décembre 2023).
Si vous disposez d'ouvrages ou d'articles de référence ou si vous connaissez des sites web de qualité traitant du thème abordé ici, merci de compléter l'article en donnant les références utiles à sa vérifiabilité et en les liant à la section « Notes et références ».
Pour plus de détails, voir Fiche technique et Distribution.
Le Fantôme de Canterville est un film d'animation britannique, irlandais et indien réalisé par Kim Burdon et Robert Chandler et sorti en 2023. Il s'agit d'une adaptation de la nouvelle Le Fantôme de Canterville d'Oscar Wilde.

## Synopsis
Une famille emménage dans un manoir en ignorant que celui-ci est hanté par un fantôme depuis trois siècles.

## Fiche technique
- Titre original : The Canterville Ghost
- Réalisation : Kim Burdon et Robert Chandler
- Scénario : Keiron Self et Giles New, d'après la nouvelle Le Fantôme de Canterville d'Oscar Wilde
- Animation : Morgan O'Brien
- Décors :
- Montage : Ronnie Quinlan
- Musique : Craig Stuart Garfinkle et Eímear Noone
- Production : Gina Carter, Robert Chandler, Martin Metz et Adrian Politowski
  - Producteur exécutif : Bob Benton, Stephen Fry, Paul Grindey, Nadia Khamlichi, Nessa McGill, Charles Moore et Edward Noeltner
- Société de production : Space Age Films, Sprout Pictures, Align, Toonz Animation
- Société de distribution : Cinema Management Group
- Pays de production :  Royaume-Uni,  Irlande et  Inde
- Langue originale : anglais
- Format : couleur — 2,35:1
- Genre : animation
- Durée : 90 minutes
- Dates de sortie :
  - France : 15 juin 2023 (Festival international du film d'animation d'Annecy 2023)

## Distribution
- Hugh Laurie : The Grim Reaper
- Freddie Highmore : le duc de Cheshire
- Imelda Staunton : Mme Umney
- Toby Jones : le révérend Chasuble
- Stephen Fry : Simon de Canterville
- Miranda Hart : la chasseuse de fantômes
- Emily Carey : Virginia Otis
- David Harewood : Hiram Otis
- Meera Syal : Lucretia Otis
- Jakey Schiff : Louis Otis
- Bennett Miller : Kent Otis
- Georgia Small : Marjorie Fairfax
- Keiron Self : Lord Monroe
- Elizabeth Sankey : Eleanor de Canterville